# 야마시타 겐타로

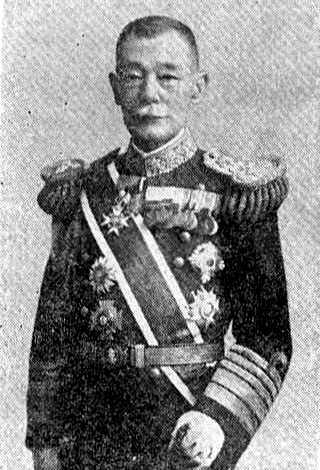
야마시타 겐타로

야마시타 겐타로(山下源太郎)는 일본 제국의 해군군인이다. 최종 계급은 제독 정2위 훈1등 공3급 남작. 러일전쟁 당시 군령부 작전반장(후에 작전부장), 연합함대사령장관, 군령부장 등을 역임하였다.
요네자와번 출신으로 1879년 해군병학교에 입학하였다. 이후 여러 전공을 세우다가 말년 1928년 7월 1일 예비역 해군 대장으로 예편하여 쇼와 천황은 그에게 남작위를 수여하였다. 3년 뒤인 1931년 사망하여 데릴사위 야마시타 도모히코가 그의 뒤를 이어 남작위를 습작하였다.